# 도요시마 유사쿠
도요시마 유사쿠(일본어: 豊嶋 邑作, 1991년 7월 6일 ~ )는 일본의 축구 선수이다.

## 구단 경력
과거 그루자 모리오카에서 활동하였다.